# Programa Mundial de Pesquisa Climática
O Programa Mundial de Pesquisa Climática (WCRP) é um programa internacional que ajuda a coordenar a pesquisa climática global. O WCRP foi criado em 1980, sob o patrocínio conjunto da Organização Meteorológica Mundial (OMM) e do Conselho Internacional para a Ciência (ICSU), e também é patrocinado pela Comissão Oceanográfica Intergovernamental (COI) da UNESCO desde 1993.
O programa é financiado por seus três patrocinadores principais e por contribuições adicionais de estados-nação e outros doadores. O WCRP utiliza esses recursos para organizar workshops e conferências científicas, além de fomentar a cooperação entre cientistas do clima em âmbito internacional. Seus grupos de especialistas também estabelecem padrões internacionais para dados climáticos e recomendam novas áreas de foco para a pesquisa climática internacional, entre outras atividades.

## História
O Programa Mundial de Pesquisa Climática (WCRP) surgiu em 1980, com o Conselho Internacional de Ciência (ISC) — conhecido como Conselho Internacional para a Ciência (ICSU) até sua reorganização em julho de 2018 — e a Organização Meteorológica Mundial (OMM) atuando como seus patrocinadores fundadores. O círculo de patrocínios se ampliou em 1993, quando a Comissão Oceanográfica Intergovernamental (COI) da UNESCO se juntou como patrocinadora.
Ao longo de mais de 40 anos, o WCRP tem sido fundamental para impulsionar o avanço da ciência climática. Ela promoveu a capacidade dos cientistas do clima de monitorar, simular e prever o clima global com precisão inigualável. Isso levou ao fornecimento de informações climáticas essenciais que auxiliam na formulação de políticas e na tomada de decisões, além de dar suporte a diversas aplicações práticas para usuários finais em diversos setores. A importância das contribuições do WCRP está documentada em publicações comemorativas como o "25th Anniversary Brochure", o "WCRP Film: 40 years of international climate science", e artigos como "The World Climate Research Programme (WCRP) celebrates its 40th anniversary."

## Mandato
O objetivo do WCRP é declarado como "uma melhor compreensão do sistema climático e das causas da variabilidade e mudança climática" e "determinar a previsibilidade do clima; e determinar o efeito das atividades humanas no clima". Na prática, o programa visa promover iniciativas na investigação climática que exijam ou beneficiem de coordenação internacional e que dificilmente surgirão apenas dos esforços nacionais. O programa não financia diretamente a investigação climática, mas pode, por vezes, trocar opiniões com agências de financiamento da investigação sobre prioridades globais de investigação.

## Estrutura
O maior grupo de colaboradores do WCRP é constituído por vários milhares de cientistas climáticos de todo o mundo que oferecem a sua experiência e tempo como voluntários para, por exemplo, ajudar a organizar workshops em áreas-chave de investigação, definir caminhos para futuras investigações em artigos de livro branco e servir em conselhos científicos ou consultivos do WCRP. A orientação científica oficial para o programa é fornecida por um Comité Científico Conjunto (CCC), constituído por 18 cientistas voluntários selecionados por acordo mútuo entre as três organizações patrocinadoras. As operações diárias são apoiadas por uma secretaria de cerca de 8 funcionários em tempo integral, sediada pela Organização Meteorológica Mundial em Genebra.

## Atividades e projetos
As maiores atividades do WCRP são seus quatro "Projetos Principais" (chamados SPARC, CLIVAR, CliC e GEWEX ), que apoiam a pesquisa climática na atmosfera global, nos oceanos, na criosfera e na superfície terrestre (constituindo juntos o sistema climático físico da Terra), bem como as interações e trocas entre eles. Cada Projeto Principal tem uma estrutura semelhante à do próprio WCRP, ou seja, cientistas contribuintes, um grupo de direção científica e um secretariado ("escritório internacional de projetos") sediado por países individuais.
O programa também mantém grupos de trabalho temáticos e conselhos consultivos sobre dados climáticos, modelagem climática, previsão climática subsazonal a decenal e modelagem climática regional. Os “Grandes Desafios” adicionais abordam questões específicas de interesse social no âmbito da ciência climática.
Um resultado específico de uma equipa de trabalho do WCRP é o Projeto de Intercomparação de Modelos Acoplados, que padroniza e coordena comparações regulares dos modelos climáticos do mundo e que fornece uma base importante para as projeções climáticas dos Relatórios de Avaliação do IPCC.

### Processos estratosféricos e seu papel no clima
Processos estratosfera-troposfera e seu papel no clima (SPARC) é um projeto central do programa. Fundado em 1992, o SPARC coordena atividades de pesquisa de alto nível relacionadas à compreensão dos processos do sistema terrestre há mais de duas décadas. Mais especificamente, o SPARC promove e facilita atividades de pesquisa internacional de ponta sobre como os processos químicos e físicos na atmosfera interagem com o clima e as mudanças climáticas.

### Programas anteriores
- Experimento de Circulação Oceânica Mundial (1990 - 2002): Uma campanha oceanográfica para explorar e desenvolver modelos oceânicos, incluindo coleta de dados e padronização de processos de aquisição, e para observar comportamentos de circulação oceânica de longo prazo.